# Saarinen (sjö i Leppävirta, Norra Savolax, 62,68 N, 27,5 Ö)
Saarinen är en sjö i kommunerna Leppävirta och Suonenjoki i landskapet Norra Savolax i Finland. Sjön ligger 129,8 meter över havet. Den är 7 meter djup. Arean är 49 hektar och strandlinjen är 4,47 kilometer lång. Sjön  ingår i Vuoksens huvudavrinningsområde.   Den ligger omkring 24 kilometer söder om Kuopio och omkring 310 kilometer norr om Helsingfors. 